# Når der kommer en båd (film)
|  | Denne artikel er oprettet af botten Steenthbot ud fra en ekstern database. Den kan derfor have sproglige fejl eller mangler. Denne skabelon kan fjernes efter kontrol af indholdet. |

Når der kommer en båd er en dansk kortfilm instrueret af Robert Saaskin efter eget manuskript.

## Medvirkende
- Ib Schønberg